# Biblioteca Clásica Gredos

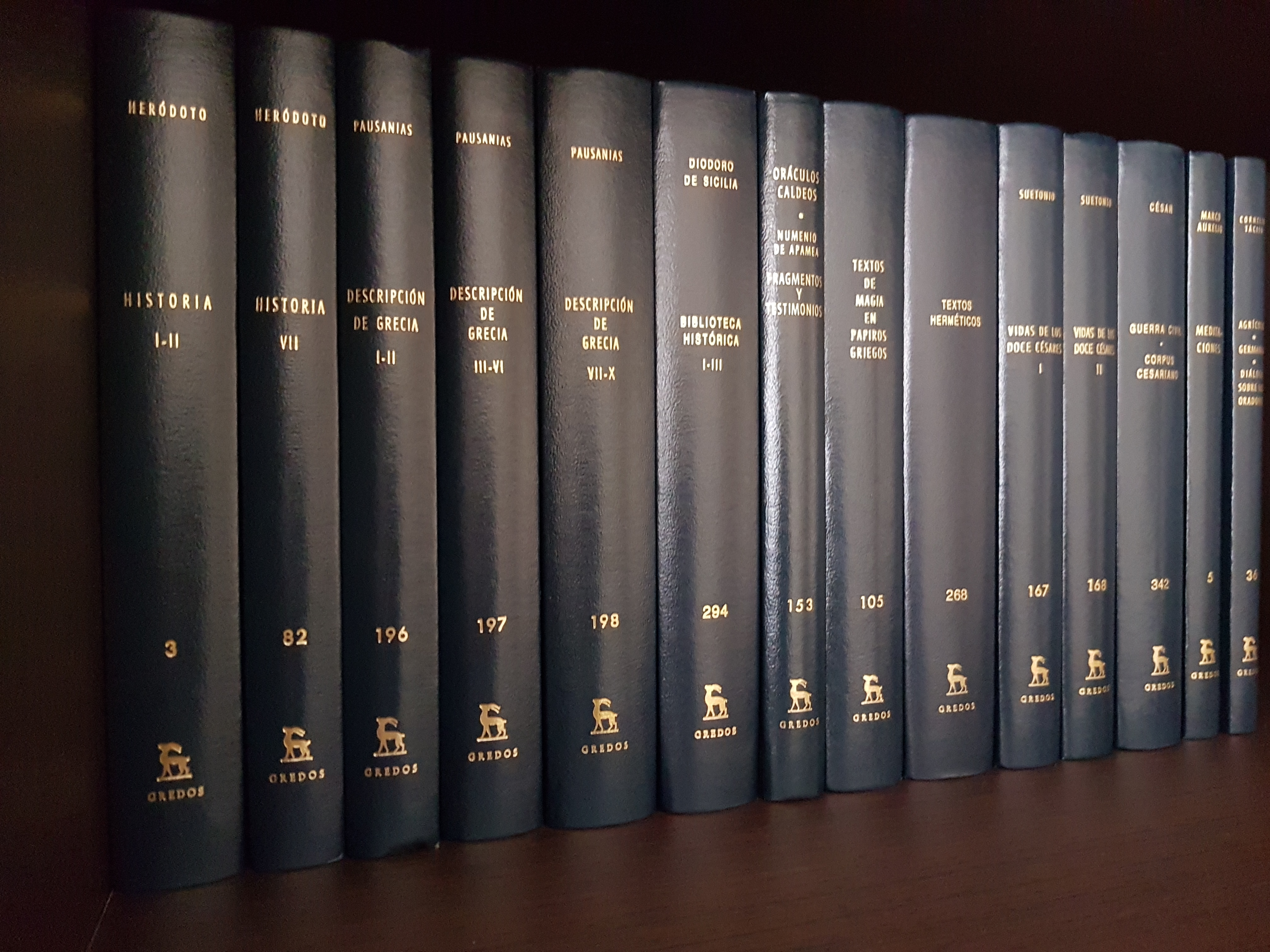
Algunos volúmenes de la Biblioteca Clásica Gredos, encuadernados en cartoné, con similpiel de color azul oscuro y letras capitales doradas

La Biblioteca Clásica Gredos es una colección de la editorial española Gredos compuesta por obras de la cultura clásica grecorromana.

## Características
Inaugurada en 1977, la edición se caracteriza por estar encuadernada en cartoné, con similpiel de color azul oscuro y letras capitales doradas.
Las traducciones al español, basadas en las ediciones críticas más acreditadas de los originales, van acompañadas de introducciones, notas explicativas e índices. El proceso de edición incluye siempre la presencia de un revisor que, tras el trabajo de los especialistas correspondientes, sugiere posibles retoques. La colección, que fuera impulsada por Julio Calonge, está actualmente coordinada y dirigida por Carlos García Gual (para la sección griega) y José Javier Iso y José Luis Moralejo (para la sección latina). En la traducción y edición de los volúmenes han participado los mayores especialistas de la filología clásica de España.
La característica fundamental de esta colección radica en su carácter exhaustivo, pues junto a los grandes autores ya conocidos, incorpora a autores menores, obras de carácter más científico que literario, textos extraídos de fuentes marginales, como papiros o inscripciones murales, e incluso fragmentos.

## Cese y nueva colección
Tras la pertenencia de la editorial Gredos al Grupo RBA en 2006, la colección cesó gradualmente su publicación de nuevos títulos sin llegar a alcanzar la pretendida totalidad de la obra conocida de los clásicos grecolatinos y restando aún por editarse algunos volúmenes de las obras completas de ciertos autores. El número total de títulos publicados en 2017 era de 415.
RBA inauguró en 2019 la reedición revisada de 150 obras del catálogo, en un formato similar pero en tapa dura de menor calidad, bajo la denominación Nueva Biblioteca Clásica Gredos.